# Памятники Ленину

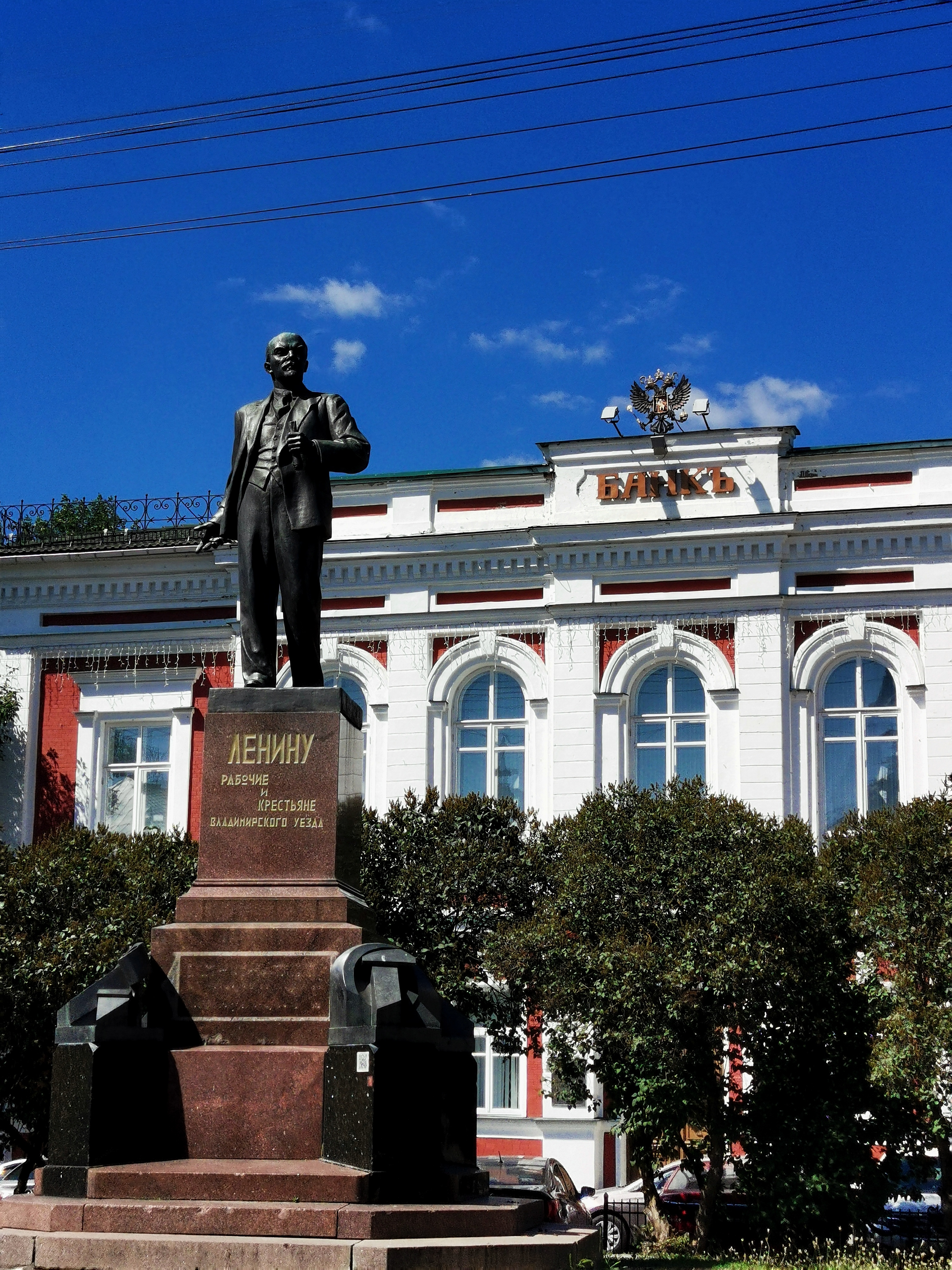
памятник В.И. Ленину во Владимире

Па́мятники Влади́миру Ильичу́ Ле́нину (Ульянову) (Монументальная Лениниана) — категория скульптурных произведений, посвящённых основателю советского государства Владимиру Ульянову-Ленину, ставших неотъемлемой частью советской традиции монументального искусства, одним из символов советской коммунистической идеологии.
Известно, что памятники Ленину часто являлись «серийной продукцией» — на территории СССР их было установлено более 14 000. Так, знаменитый памятник Ленину на Калужской площади в Москве скульптора Льва Кербеля был воспроизведён ещё по меньшей мере в 12 населённых пунктах, три из них — в Ростовской области (Каменск-Шахтинский, Белая Калитва, Семикаракорск).
Памятники создавались с целью увековечить память революционера, теоретика марксизма, основателя большевистской партии и Советского государства Владимира Ильича Ульянова (Ленина), относясь, таким образом, к скульптурной «лениниане». Нередко они устанавливались в центре города, но немало памятников находится в небольших переулках, рядом с жилыми домами, во дворах. Некоторые памятники стоят внутри зданий (домов культуры, домов пионеров и т. п.). Также памятники Ленину очень часто размещали у заводских проходных и на территории промышленных предприятий с целью показать близость Ленина к рабочему классу. В некоторых случаях памятник указывал рукой не вперёд, как это было обычно принято для памятников Ленину, а назад — например, на здание предприятия.
Единого государственного реестра по памятникам Ленина в России не велось. По данным, приводимым газетой «Московский комсомолец», на 2003 год в России насчитывалось около 1800 памятников Ленину и до 20 тысяч бюстов, во многих городах его скульптуры возвышаются на центральных площадях. База данных на сайте leninstatues.ru содержит записи о более, чем 10 000 памятников Ленину. Однако в XXI веке в России наметился постепенный процесс по сносу памятников Ленину, а официальных хроник никто не проводил. По некоторым сведениям на 2019 год число демонтированных памятников оценивается приблизительно в 1000 единиц из 7000 существовавших на 1991 год.